# Uija de Baekje
Uija de Baekje (Hangul: 의자왕, Hanja: 義 慈 王, 599–660, r. 641–660) foi o 31º e último governante de Baekje , um dos Três Reinos da Coreia. Seu reinado terminou quando Baekje foi conquistada por uma aliança do rival reino coreano de Silla  com a dinastia Tang da China. 

## Antecedentes
Sempre existiu uma certa rivalidade entre os reinos da Coreia. Anteriormente Baekje e Silla tinham formado uma aliança para combater o poder de Koguryo e suas intenções de empurrar as fronteiras para o sul, e juntos lançaram um ataque bem sucedido, Silla tomou territórios ao norte e Baekje o sul do Rio Han. Mas Silla rompeu a aliança e atacou Baekje para reivindicar ambos os territórios para si. Após essa traição, Baekje se aliou a Koguryo. Quando Koguryo e Baekje atacaram Silla em 655, Silla juntou forças com a Dinastia Tang da China para combater os invasores. Nesta época Koguryo estava sob o controle de Yeon Gaesomun, o Dae Magniji (Grande Primeiro Ministro).
De acordo com o Samguk Sagi (História dos Três Reinos) , Uija era o filho mais velho do rei Mu . De acordo com uma lenda no Samguk Yusa (Memórias dos Três Reinos), Mu era um camponês de Baekje que se casou com a Princesa Seonhwa de Silla (fazendo dela a mãe de Uija), mas isso não é considerado verdadeiro. Uija se tornou príncipe herdeiro em janeiro de 632 e tornou-se rei após a morte de seu pai em 641.

## Reinado
Apesar das relações com a China de Tang serem amistosas no início, Uija logo se aliou a Koguryo para atacar Silla. Em 642, liderou uma campanha contra Silla e conquistou cerca de 40 castelos.  Ele também enviou uma força de 10.000 homens para tomar a Fortaleza Daeya de Silla e matar a filha e genro do Principe herdeiro Kim Chunchu (que se tornará o rei Muyeol). No ano seguinte, com o apoio de Koguryo, Baekje atacou novamente Silla e tentou bloquear sua rota diplomática com a China de Tang. Quando as forças da Aliança Silla-Tang atacaram Koguryo em 645, Uija atacou Silla e tomou sete castelos. Baekje e Koguryo tornaram a atacar a fronteira norte de Silla em 655.
Logo após se tornar rei, Uija empreendeu uma reforma política para controlar os poderes da aristocracia. No entanto, seu reinado foi constantemente assolado por lutas internas pelo poder entre os nobres e pela corrupção e decadência no intrerior da Corte.
Quando a Corte entrou em desordem, a Aliança Silla-Tang, frustrada pela grande resistência imposta por Yeon Gaesomun, de Koguryo, repetidamente mudou de estratégia e decidiu atacar primeiro o aliado de Koguryo, Baekje.

## Queda de Baekje
Em 660, a marinha de Baekje foi derrotada pela marinha de Tang, e o exército de Silla liderado por Kim Yusin derrotou o exército de Baekje liderado por Gyebaek. Sabi , a capital de Baekje (na atual Buyeo, Chungcheong do Sul) estava cercada pelas forças aliadas Silla-Tang. Uija e o príncipe herdeiro escaparam para Ungjin (no atual Gongju), mas se renderam quando Sabi caiu. 
Ele foi levado para Tang junto com seus filhos Buyeo Hyo e Buyeo Yung , 88 vassalos, e 12.807 camponeses de Baekje. Outro de seus filhos, Buyeo Pung, fugiu para o Japão e mais tarde tentou restaurar o reino de seu pai. 
Em 2000, seus restos mortais foram retirados da China e enterrados em um novo túmulo em Neungsan-ri junto aos túmulos dos outros reis que reinaram em Sabi, a capital de Baekje. 
Uija era seu nome pessoal; ele não recebeu um nome póstumo.